# Frauenberg (Francja)
Frauenberg – miejscowość i gmina we Francji, w regionie Grand Est, w departamencie Mozela.
Według danych na rok 1990 gminę zamieszkiwało 585 osób, a gęstość zaludnienia wynosiła 213 osoby/km² (wśród 2335 gmin Lotaryngii Frauenberg plasuje się na 542. miejscu pod względem liczby ludności, natomiast pod względem powierzchni na miejscu 1191.).